# مرو جنوب إفريقي
مرو جنوب أفريقي (الاسم العلمي:Maerua cafra) هو نوع من النباتات يتبع جنس المرو من الفصيلة القبارية.